# Epidesma ursula
Epidesma ursula är en fjärilsart som beskrevs av Pieter Cramer 1782. Epidesma ursula ingår i släktet Epidesma och familjen björnspinnare. Inga underarter finns listade i Catalogue of Life.

## Bildgalleri

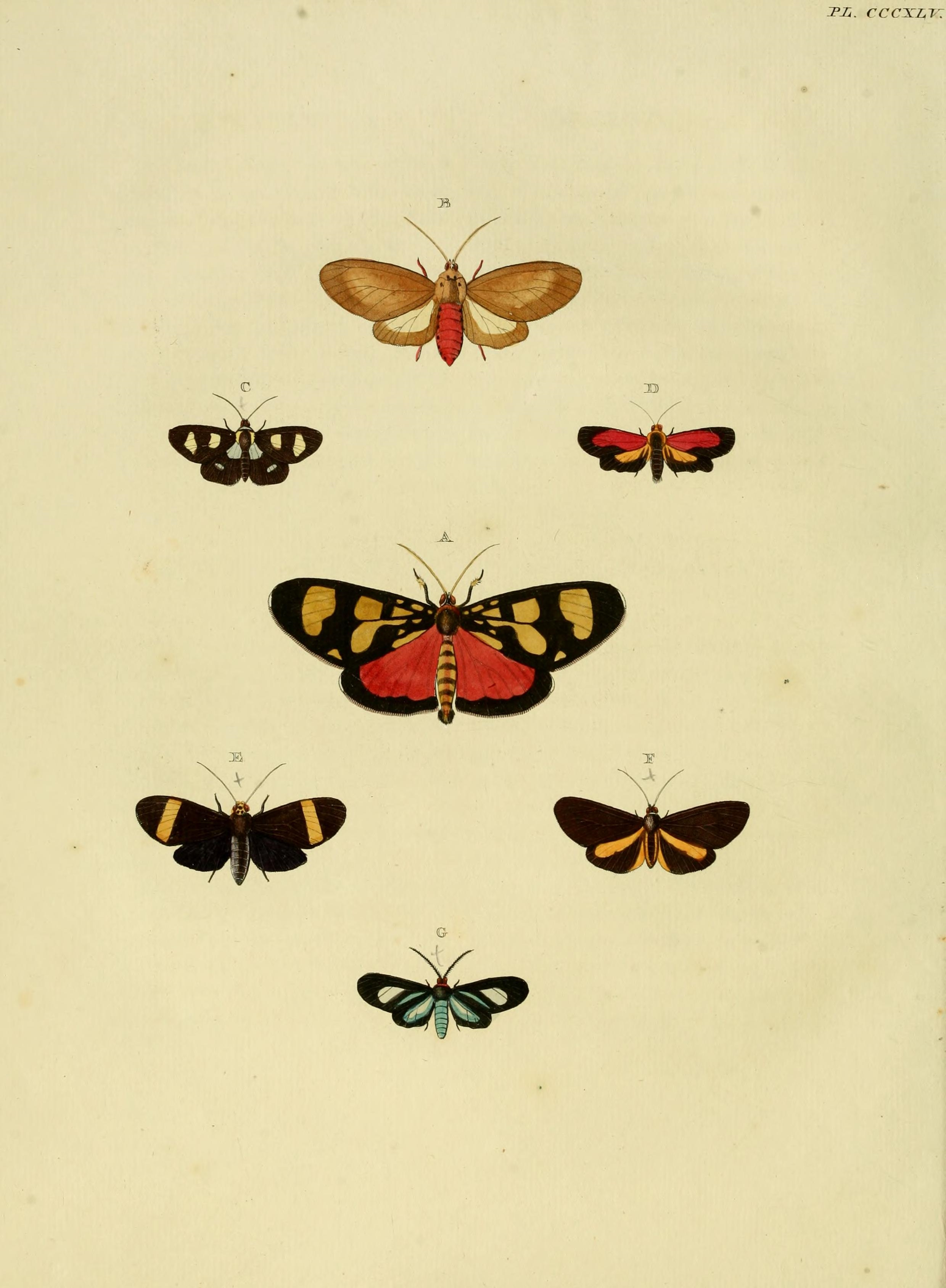